# Conjunto fechado
Em matemática, em topologia, um conjunto diz-se fechado num espaço se o seu complementar for aberto.
Ser um conjunto fechado não exclui ser também um conjunto aberto. Na verdade, o conjunto vazio e um dado conjunto {\displaystyle X} são sempre abertos e fechados em {\displaystyle X}.

## Propriedades
- Um conjunto X é fechado se e só se coincidir com o seu fecho, ou seja, se Falhou a verificação gramatical (SVG (MathML pode ser ativado através de uma extensão do ''browser''): Resposta inválida ("Math extension cannot connect to Restbase.") do servidor "http://localhost:6011/pt.wikipedia.org/v1/":): {\displaystyle X=\overline{X}}
.[3][1]
- Um conjunto é fechado se e só se contém a sua fronteira.
- A união de um número finito de conjuntos fechados é um conjunto fechado.[4]
- A intersecção de um número qualquer de conjuntos fechados é um conjunto fechado.[4]
- Qualquer conjunto é fechado em si próprio.
- X é um conjunto fechado se, e somente se, o conjunto dos pontos de acumulação de X, denotado por {\displaystyle X'},   chamado de derivado, estiver contido no próprio conjunto X, ou seja: {\displaystyle X'\subseteq X} (lê-se: o derivado está contido, é uma parte do conjunto X).[5]
- Para funções contínuas, imagens inversas de conjuntos fechados são conjuntos fechados no domínio.[6]

## Exemplos
- Qualquer intervalo fechado é um conjunto fechado em Falhou a verificação gramatical (SVG (MathML pode ser ativado através de uma extensão do ''browser''): Resposta inválida ("Math extension cannot connect to Restbase.") do servidor "http://localhost:6011/pt.wikipedia.org/v1/":): {\displaystyle \R}
 (com a topologia usual onde o conjunto dos intervalos abertos formam uma base de abertos para a topologia).
- {\displaystyle \mathbb {N} } e {\displaystyle \mathbb {Z} } são fechados em {\displaystyle \mathbb {R} }.
- Na topologia induzida em {\displaystyle (0,+\infty )\,} pela inclusão em Falhou a verificação gramatical (SVG (MathML pode ser ativado através de uma extensão do ''browser''): Resposta inválida ("Math extension cannot connect to Restbase.") do servidor "http://localhost:6011/pt.wikipedia.org/v1/":): {\displaystyle \R}
, o conjunto ]0,1], dos números reais maiores que zero e menores ou iguais a um, é fechado.
- Na topologia discreta, todo subconjunto é fechado.
- Se a topologia é Hausdorff, todo conjunto unitário (e, por indução, todo conjunto finito) é fechado.
- O conjunto dos números reais {\displaystyle \mathbb {R} } é o complementar do conjunto aberto {\displaystyle \varnothing }, e {\displaystyle \varnothing } é o complementar do aberto Falhou a verificação gramatical (SVG (MathML pode ser ativado através de uma extensão do ''browser''): Resposta inválida ("Math extension cannot connect to Restbase.") do servidor "http://localhost:6011/pt.wikipedia.org/v1/":): {\displaystyle \mathbb{R}}
. Então, estes dois conjuntos são fechados e abertos ao mesmo tempo.[7]
- Existem conjuntos que não são fechados nem abertos, como o conjunto {\displaystyle \mathbb {Q} } dos números racionais, o conjunto Falhou a verificação gramatical (SVG (MathML pode ser ativado através de uma extensão do ''browser''): Resposta inválida ("Math extension cannot connect to Restbase.") do servidor "http://localhost:6011/pt.wikipedia.org/v1/":): {\displaystyle  \mathbb{R} - \mathbb{Q} }
 ou um intervalo do tipo [a,b) ou (a,b].[8]

## Definições alternativas
Os axiomas de uma topologia podem ser equivalentemente  formulados através de uma coleção de abertos (a definição usual) ou através de uma coleção de fechados. Neste segundo caso, abertos são definidos como complementos de fechados.
Outra definição, mais didática, é definir um aberto como um conjunto em que todo ponto é interior, um fechado com um conjunto que contém todos seus pontos de acumulação, e demonstrar o teorema que abertos e fechados são complementos.